# Градица (Ферара)
Градица је насеље у Италији у округу Ферара, региону Емилија-Ромања.
Према процени из 2011. у насељу је живело 307 становника. Насеље се налази на надморској висини од 2 м.